# Masacre de El Aro
La Masacre de El Aro fue una masacre perpetrada en el corregimiento El Aro, de Ituango  (Antioquia), cometida el 22 de octubre de 1997 por paramilitares del Bloque Mineros de las Autodefensas Unidas de Colombia (AUC). Según la Comisión Interamericana de Derechos Humanos en esta masacre perdieron la vida más de 17 campesinos (los cuales estaban indefensos) y otros tantos fueron despojados de sus bienes y desplazados de su territorio.

## Historia
El desmovilizado comandante de las AUC, Salvatore Mancuso, confesó en un juicio, que se le sigue, de haber ordenado la incursión. Mancuso también incriminó al general del Ejército Nacional Alfonso Manosalva Flórez, quien murió en abril de 1997 y el cual estuvo implicado en otros casos de asesinato.
Mancuso aseguró que las víctimas habían muerto en combate y que eran miembros de la guerrilla, hecho que contradice una anterior incriminación que presenta pruebas de tortura de las víctimas.
Para esta masacre se mencionó que se había utilizado el helicóptero de la Gobernación de Antioquia para transportar a los paramilitares.

## Condenas y proceso legal
El 19 de abril de 2007 el entonces presidente Álvaro Uribe Vélez, quien para la época en que ocurrieron los hechos era gobernador de Antioquia, negó que se hubiera utilizado alguno de los dos helicópteros diciendo que esto aparecería en los registros y cartas de vuelo. sin embargo, esta declaración no estuvo ausente de polémica, por cuánto, como es sabido, los planes de vuelo puede ser modificados, cambiados o simplemente no ser redactados.
Francisco Villalba, paramilitar que acusó a Álvaro Uribe de participar como autor intelectual de la masacre, fue asesinado. En noviembre de 2008, Mancuso dijo en versión libre, en audiencia virtual desde una prisión en Estados Unidos, que el ya fallecido Pedro Juan Moreno (quien para la época de la masacre era secretario de gobierno de Antioquia) se había enterado de antemano, por boca del comandante paramilitar Carlos Castaño, que la masacre sería perpetrada. Moreno había muerto en 2006 cuando cayó el helicóptero en el que se transportaba, en hechos que han sido ampliamente cuestionados y sobre los cuales se han levantado acusaciones de asesinato.
Mancuso confirmó además que sí hubo presencia de un helicóptero de la gobernación a la vez que mencionó la supuesta complicidad de varios miembros del Ejército Nacional. La Corte Suprema de Justicia y el Tribunal de Medellín adelantan investigaciones por la presunta participación del expresidente Álvaro Uribe Vélez en este escabroso crimen.
El 31 de mayo de 2018, la Corte Suprema de Justicia de Colombia declaró como crimen de lesa humanidad varios casos, incluyendo la Masacre del Aro, implicando que los asesinatos no prescribirán y, por lo tanto, podrán ser investigados en cualquier momento por el alto tribunal para determinar responsabilidades.
En noviembre de 2023 Salvatore Mancuso declaró en una audiencia privada en la Jurisdicción Especial para la Paz que Álvaro Uribe «siempre tuvo conocimiento» de la operación paramilitar, acusación que Uribe negó y por la que declarará en la Fiscalía, a petición suya.

## Reconocimiento
El 2 de diciembre de 2022, en un acto público el gobierno de Gustavo Petro pidió perdón a las víctimas de la masacre del Aro y La Granja, además reconoció la responsabilidad del estado y gobierno de la época, en los sucesos ocurridos en estos territorios del departamento de Antioquia.

## Homenajes
Un sobreviviente del suceso llamado José Barrera, compuso una canción para recordar a las víctimas, se puede encontrar en YouTube.